# Willem Lodewijk van Nassau-Dillenburg

Wapen van Willem Lodewijk van Nassau

Willem Lodewijk (Dillenburg, 13 maart 1560 – Leeuwarden, 31 mei 1620) was graaf van Nassau-Dillenburg, van 1584 tot zijn dood stadhouder van Friesland en later ook van de gewesten Groningen (1594) en Drenthe (1596). In Friesland staat hij bekend onder de bijnaam Us Heit (Fries voor: Onze Vader) (uitspraak: uus hait). Willem Lodewijk was tevens kapitein-generaal van het leger van Friesland en samen met prins Maurits van Oranje opperbevelhebber van het Staatse Leger in de strijd tegen de Spanjaarden. In 1906 werd in Leeuwarden, tegenover het voormalig Stadhouderlijk Hof, een standbeeld geplaatst ter herinnering aan Us Heit.

Willem Lodewijk van Nassau-Dillenburg

## Biografie
Willem Lodewijk was de oudste zoon van Jan VI van Nassau-Dillenburg (Jan de Oude) en diens eerste vrouw Elisabeth van Leuchtenberg en dus een neef (oomzegger) van Willem van Oranje.
In de jaren voor het Twaalfjarig Bestand in de Tachtigjarige Oorlog speelde hij een belangrijke rol in deze oorlog, samen met zijn neef en zwager Maurits van Nassau. Hij voerde belangrijke hervormingen in het leger door, waarmee hij bijdroeg aan de militaire revolutie, daarbij gesteund door Johan van den Kornput en Everard van Reyd. Aan de ene kant zorgde hij ervoor dat de soldaten op regelmatige tijden hun soldij kregen, aan de andere kant verlangde hij als tegenprestatie uiterste discipline. Hij was een sterk voorstander van een aanvalsoorlog: in plaats van opstandige gebieden beschermen tegen Spaanse aanvallen, moesten de opstandelingen de door Spanje bezette gebieden aanvallen. Hierbij gebruikte hij met Maurits oorlogstechnieken die al vele eeuwen eerder door de Romeinen werden gebruikt. Ze bestudeerden daarvoor de beschrijvingen uit de Romeinse Tactica.
Bekend is vooral de tactiek die de Groninger Schansenkrijg genoemd wordt. Groningen was door het overlopen van de graaf van Rennenberg in Spaanse handen gekomen en het gewest Friesland zou het volgend doelwit kunnen zijn. Pogingen van Willem Lodewijk in 1583 en 1587 om Groningen rechtstreeks op de Spanjaarden onder kolonel Francisco Verdugo te veroveren, mislukten. Vanaf 1589 liet hij vervolgens de heirwegen naar de stad stuk voor stuk afsluiten, zodat de bevoorrading stopgezet werd. Eerst werd de toegangsweg langs het Reitdiep afgesloten door het versterken van fort De Opslag. Twee jaar later werd de fortificatie bij de Delfzijl versterkt en werden er Staatse troepen gelegerd. In 1592 werden Steenwijk en Coevorden definitief door de Staatsen ingenomen en versterkt. Ten slotte werd op de laatste verbindingsweg, naar het Duitse Lingen, op de boerentange de vesting Bourtange gebouwd, waardoor alle heirwegen waren afgesloten. Voorts werden de schansen Bellingwolderzijl, het latere Oudeschans, de Leek en de Zwartendijksterschans gebouwd, om de wegen door de hoogveenmoerassen te kunnen controleren. Ook werden het huis te Ruinen en de burcht te Wedde veroverd op de Spanjaarden en versterkt.
In 1594 werd het doel van de krijg in het noorden bereikt. Op 23 juli werd de stad Groningen, na een beleg van toch nog enkele weken, op de Spanjaarden veroverd en werd het Traktaat van Reductie getekend. De stad Groningen maakte weer onderdeel uit van de Unie van Utrecht (1579) en Willem Lodewijk werd naast stadhouder van Friesland ook regeerder van het gewest Stad en Lande.

## Huwelijk
Willem Lodewijk huwde (waarschijnlijk op 22 november 1587) met zijn nicht Anna van Nassau (dochter van Willem van Oranje en zijn tweede echtgenote Anna van Saksen). Het huwelijk was tegen de zin van Jan VI de Oude (Jan VI van Nassau-Dillenburg) vanwege de schulden van Willem van Oranje. Een ander beletsel was het gegeven dat zij neef en nicht waren. Gereformeerde theologen gaven hierover een instemmend advies. Anna kreeg uit het sterfhuis van Willem van Oranje een jaarrente van 2.000 gulden mee. Anna werd echter al snel ziek en zij overleed tijdens haar eerste zwangerschap in juni 1588. Willem Lodewijk kwam het verlies van zijn vrouw niet te boven en is nooit hertrouwd.

## Dood
Net teruggekeerd uit Holland, waar hij voor de zoveelste keer de belangen van Friesland had behartigd, werd Willem Lodewijk in mei 1620 getroffen door een beroerte, waaraan hij overleed. Na zes weken werd op 13 juli 1620 zijn gebalsemde lichaam, met een grandeur die hij tijdens zijn leven niet had meegemaakt, ten grave gedragen. In de lange lijkstatie liepen edellieden, familieleden, grietmannen, de Leeuwarder predikanten, professoren en vele andere hoogwaardigheidsbekleders mee. De lijkstoet eindigde in de Grote of Jacobijnerkerk in Leeuwarden, waar hij werd bijgezet in de Grafkelder van de Friesche Nassau's, waar in 1588 zijn vrouw Anna haar laatste rustplaats had gekregen. Van de begrafenisstoet heeft de Harlinger graveur Pieter Feddes een gedetailleerde tekening gemaakt.
De titel graaf van Nassau-Dillenburg, die hij in 1607 na de dood van zijn vader erfde, ging na zijn dood over naar zijn broer George. Als stadhouder van Friesland werd hij opgevolgd door zijn jongere broer Ernst Casimir van Nassau-Dietz.

## Onderwijs
- Willem Lodewijk is stichter van de Universiteit van Franeker (1585) en is ook betrokken geweest bij de stichting van de Rijksuniversiteit Groningen (1614).
- Het Willem Lodewijk Gymnasium (1909) in Groningen is naar hem vernoemd.

## Trivia
Bij het beleg van Coevorden werd Willem Lodewijk in zijn linkerbeen getroffen door een kogel van zes pond. Sindsdien was hij mank en liep hij met een stok. Het liefst verplaatste hij zich te paard.
Sinds 2021 wordt er door een groep vrijwilligers gewerkt aan de transcriptie van de dagboeken van Willem Lodewijk.

## Kwartierstaat
| Jan V van Nassau-Dillenburg (1455-1516)           | Jan V van Nassau-Dillenburg (1455-1516)           | Jan V van Nassau-Dillenburg (1455-1516)           | Jan V van Nassau-Dillenburg (1455-1516)           | Jan V van Nassau-Dillenburg (1455-1516)           | Jan V van Nassau-Dillenburg (1455-1516)           | Elisabeth van Hessen-Marburg (1466–1523)   | Elisabeth van Hessen-Marburg (1466–1523)   | Elisabeth van Hessen-Marburg (1466–1523)   | Elisabeth van Hessen-Marburg (1466–1523)   | Elisabeth van Hessen-Marburg (1466–1523) | Elisabeth van Hessen-Marburg (1466–1523) |                                          |                                          | Botho III van Stolberg-Wernigerode (1467-1538) | Botho III van Stolberg-Wernigerode (1467-1538) | Botho III van Stolberg-Wernigerode (1467-1538) | Botho III van Stolberg-Wernigerode (1467-1538) | Botho III van Stolberg-Wernigerode (1467-1538) | Botho III van Stolberg-Wernigerode (1467-1538) | Anna van Eppstein-Königstein (1481-1538)     | Anna van Eppstein-Königstein (1481-1538)     | Anna van Eppstein-Königstein (1481-1538) | Anna van Eppstein-Königstein (1481-1538) | Anna van Eppstein-Königstein (1481-1538)    | Anna van Eppstein-Königstein (1481-1538)    |                                             |                                             | Jan IV van Leuchtenberg (1470-1531)         | Jan IV van Leuchtenberg (1470-1531)         | Jan IV van Leuchtenberg (1470-1531) | Jan IV van Leuchtenberg (1470-1531) | Jan IV van Leuchtenberg (1470-1531)    | Jan IV van Leuchtenberg (1470-1531)    | Margaretha van Schwarzburg-Blankenburg (1510-1552) | Margaretha van Schwarzburg-Blankenburg (1510-1552) | Margaretha van Schwarzburg-Blankenburg (1510-1552) | Margaretha van Schwarzburg-Blankenburg (1510-1552) | Margaretha van Schwarzburg-Blankenburg (1510-1552) | Margaretha van Schwarzburg-Blankenburg (1510-1552) |                                            |                                            | Frederik I van Brandenburg-Ansbach (1460-1536) | Frederik I van Brandenburg-Ansbach (1460-1536) | Frederik I van Brandenburg-Ansbach (1460-1536) | Frederik I van Brandenburg-Ansbach (1460-1536) | Frederik I van Brandenburg-Ansbach (1460-1536) | Frederik I van Brandenburg-Ansbach (1460-1536) | Zofia Jagiellonka (1464-1512)               | Zofia Jagiellonka (1464-1512)               | Zofia Jagiellonka (1464-1512) | Zofia Jagiellonka (1464-1512) | Zofia Jagiellonka (1464-1512) | Zofia Jagiellonka (1464-1512) |  |  |  |  |  |  |  |  |  |  |  |  |  |  |  |  |  |  |  |  |  |  |  |  |  |  |  |  |  |  |  |  |  |  |  |  |  |  |  |  |  |  |  |  |  |  |  |  |
| Jan V van Nassau-Dillenburg (1455-1516)           | Jan V van Nassau-Dillenburg (1455-1516)           | Jan V van Nassau-Dillenburg (1455-1516)           | Jan V van Nassau-Dillenburg (1455-1516)           | Jan V van Nassau-Dillenburg (1455-1516)           | Jan V van Nassau-Dillenburg (1455-1516)           | Elisabeth van Hessen-Marburg (1466–1523)   | Elisabeth van Hessen-Marburg (1466–1523)   | Elisabeth van Hessen-Marburg (1466–1523)   | Elisabeth van Hessen-Marburg (1466–1523)   | Elisabeth van Hessen-Marburg (1466–1523) | Elisabeth van Hessen-Marburg (1466–1523) |                                          |                                          | Botho III van Stolberg-Wernigerode (1467-1538) | Botho III van Stolberg-Wernigerode (1467-1538) | Botho III van Stolberg-Wernigerode (1467-1538) | Botho III van Stolberg-Wernigerode (1467-1538) | Botho III van Stolberg-Wernigerode (1467-1538) | Botho III van Stolberg-Wernigerode (1467-1538) | Anna van Eppstein-Königstein (1481-1538)     | Anna van Eppstein-Königstein (1481-1538)     | Anna van Eppstein-Königstein (1481-1538) | Anna van Eppstein-Königstein (1481-1538) | Anna van Eppstein-Königstein (1481-1538)    | Anna van Eppstein-Königstein (1481-1538)    |                                             |                                             | Jan IV van Leuchtenberg (1470-1531)         | Jan IV van Leuchtenberg (1470-1531)         | Jan IV van Leuchtenberg (1470-1531) | Jan IV van Leuchtenberg (1470-1531) | Jan IV van Leuchtenberg (1470-1531)    | Jan IV van Leuchtenberg (1470-1531)    | Margaretha van Schwarzburg-Blankenburg (1510-1552) | Margaretha van Schwarzburg-Blankenburg (1510-1552) | Margaretha van Schwarzburg-Blankenburg (1510-1552) | Margaretha van Schwarzburg-Blankenburg (1510-1552) | Margaretha van Schwarzburg-Blankenburg (1510-1552) | Margaretha van Schwarzburg-Blankenburg (1510-1552) |                                            |                                            | Frederik I van Brandenburg-Ansbach (1460-1536) | Frederik I van Brandenburg-Ansbach (1460-1536) | Frederik I van Brandenburg-Ansbach (1460-1536) | Frederik I van Brandenburg-Ansbach (1460-1536) | Frederik I van Brandenburg-Ansbach (1460-1536) | Frederik I van Brandenburg-Ansbach (1460-1536) | Zofia Jagiellonka (1464-1512)               | Zofia Jagiellonka (1464-1512)               | Zofia Jagiellonka (1464-1512) | Zofia Jagiellonka (1464-1512) | Zofia Jagiellonka (1464-1512) | Zofia Jagiellonka (1464-1512) |  |  |  |  |  |  |  |  |  |  |  |  |  |  |  |  |  |  |  |  |  |  |  |  |  |  |  |  |  |  |  |  |  |  |  |  |  |  |  |  |  |  |  |  |  |  |  |  |
|                                                   |                                                   |                                                   |                                                   |                                                   |                                                   |                                            |                                            |                                            |                                            |                                          |                                          |                                          |                                          |                                                |                                                |                                                |                                                |                                                |                                                |                                              |                                              |                                          |                                          |                                             |                                             |                                             |                                             |                                             |                                             |                                     |                                     |                                        |                                        |                                                    |                                                    |                                                    |                                                    |                                                    |                                                    |                                            |                                            |                                                |                                                |                                                |                                                |                                                |                                                |                                             |                                             |                               |                               |                               |                               |  |  |  |  |  |  |  |  |  |  |  |  |  |  |  |  |  |  |  |  |  |  |  |  |  |  |  |  |  |  |  |  |  |  |  |  |  |  |  |  |  |  |  |  |  |  |  |  |
|                                                   |                                                   |                                                   |                                                   | Willem I van Nassau-Dillenburg (1487–1559)        | Willem I van Nassau-Dillenburg (1487–1559)        | Willem I van Nassau-Dillenburg (1487–1559) | Willem I van Nassau-Dillenburg (1487–1559) | Willem I van Nassau-Dillenburg (1487–1559) | Willem I van Nassau-Dillenburg (1487–1559) |                                          |                                          |                                          |                                          |                                                |                                                | Juliana van Stolberg-Wernigerode (1506-1580)   | Juliana van Stolberg-Wernigerode (1506-1580)   | Juliana van Stolberg-Wernigerode (1506-1580)   | Juliana van Stolberg-Wernigerode (1506-1580)   | Juliana van Stolberg-Wernigerode (1506-1580) | Juliana van Stolberg-Wernigerode (1506-1580) |                                          |                                          |                                             |                                             |                                             |                                             |                                             |                                             |                                     |                                     | Georg III van Leuchtenberg (1502-1555) | Georg III van Leuchtenberg (1502-1555) | Georg III van Leuchtenberg (1502-1555)             | Georg III van Leuchtenberg (1502-1555)             | Georg III van Leuchtenberg (1502-1555)             | Georg III van Leuchtenberg (1502-1555)             |                                                    |                                                    |                                            |                                            |                                                |                                                | Barbara van Brandenburg-Ansbach (1495-1552)    | Barbara van Brandenburg-Ansbach (1495-1552)    | Barbara van Brandenburg-Ansbach (1495-1552)    | Barbara van Brandenburg-Ansbach (1495-1552)    | Barbara van Brandenburg-Ansbach (1495-1552) | Barbara van Brandenburg-Ansbach (1495-1552) |                               |                               |                               |                               |  |  |  |  |  |  |  |  |  |  |  |  |  |  |  |  |  |  |  |  |  |  |  |  |  |  |  |  |  |  |  |  |  |  |  |  |  |  |  |  |  |  |  |  |  |  |  |  |
|                                                   |                                                   |                                                   |                                                   | Willem I van Nassau-Dillenburg (1487–1559)        | Willem I van Nassau-Dillenburg (1487–1559)        | Willem I van Nassau-Dillenburg (1487–1559) | Willem I van Nassau-Dillenburg (1487–1559) | Willem I van Nassau-Dillenburg (1487–1559) | Willem I van Nassau-Dillenburg (1487–1559) |                                          |                                          |                                          |                                          |                                                |                                                | Juliana van Stolberg-Wernigerode (1506-1580)   | Juliana van Stolberg-Wernigerode (1506-1580)   | Juliana van Stolberg-Wernigerode (1506-1580)   | Juliana van Stolberg-Wernigerode (1506-1580)   | Juliana van Stolberg-Wernigerode (1506-1580) | Juliana van Stolberg-Wernigerode (1506-1580) |                                          |                                          |                                             |                                             |                                             |                                             |                                             |                                             |                                     |                                     | Georg III van Leuchtenberg (1502-1555) | Georg III van Leuchtenberg (1502-1555) | Georg III van Leuchtenberg (1502-1555)             | Georg III van Leuchtenberg (1502-1555)             | Georg III van Leuchtenberg (1502-1555)             | Georg III van Leuchtenberg (1502-1555)             |                                                    |                                                    |                                            |                                            |                                                |                                                | Barbara van Brandenburg-Ansbach (1495-1552)    | Barbara van Brandenburg-Ansbach (1495-1552)    | Barbara van Brandenburg-Ansbach (1495-1552)    | Barbara van Brandenburg-Ansbach (1495-1552)    | Barbara van Brandenburg-Ansbach (1495-1552) | Barbara van Brandenburg-Ansbach (1495-1552) |                               |                               |                               |                               |  |  |  |  |  |  |  |  |  |  |  |  |  |  |  |  |  |  |  |  |  |  |  |  |  |  |  |  |  |  |  |  |  |  |  |  |  |  |  |  |  |  |  |  |  |  |  |  |
|                                                   |                                                   |                                                   |                                                   |                                                   |                                                   |                                            |                                            |                                            |                                            | Jan VI van Nassau-Dillenburg (1535–1606) | Jan VI van Nassau-Dillenburg (1535–1606) | Jan VI van Nassau-Dillenburg (1535–1606) | Jan VI van Nassau-Dillenburg (1535–1606) | Jan VI van Nassau-Dillenburg (1535–1606)       | Jan VI van Nassau-Dillenburg (1535–1606)       |                                                |                                                |                                                |                                                |                                              |                                              |                                          |                                          |                                             |                                             |                                             |                                             |                                             |                                             |                                     |                                     |                                        |                                        |                                                    |                                                    |                                                    |                                                    | Elisabeth van Leuchtenberg (1537-1579)             | Elisabeth van Leuchtenberg (1537-1579)             | Elisabeth van Leuchtenberg (1537-1579)     | Elisabeth van Leuchtenberg (1537-1579)     | Elisabeth van Leuchtenberg (1537-1579)         | Elisabeth van Leuchtenberg (1537-1579)         |                                                |                                                |                                                |                                                |                                             |                                             |                               |                               |                               |                               |  |  |  |  |  |  |  |  |  |  |  |  |  |  |  |  |  |  |  |  |  |  |  |  |  |  |  |  |  |  |  |  |  |  |  |  |  |  |  |  |  |  |  |  |  |  |  |  |
|                                                   |                                                   |                                                   |                                                   |                                                   |                                                   |                                            |                                            |                                            |                                            | Jan VI van Nassau-Dillenburg (1535–1606) | Jan VI van Nassau-Dillenburg (1535–1606) | Jan VI van Nassau-Dillenburg (1535–1606) | Jan VI van Nassau-Dillenburg (1535–1606) | Jan VI van Nassau-Dillenburg (1535–1606)       | Jan VI van Nassau-Dillenburg (1535–1606)       |                                                |                                                |                                                |                                                |                                              |                                              |                                          |                                          |                                             |                                             |                                             |                                             |                                             |                                             |                                     |                                     |                                        |                                        |                                                    |                                                    |                                                    |                                                    | Elisabeth van Leuchtenberg (1537-1579)             | Elisabeth van Leuchtenberg (1537-1579)             | Elisabeth van Leuchtenberg (1537-1579)     | Elisabeth van Leuchtenberg (1537-1579)     | Elisabeth van Leuchtenberg (1537-1579)         | Elisabeth van Leuchtenberg (1537-1579)         |                                                |                                                |                                                |                                                |                                             |                                             |                               |                               |                               |                               |  |  |  |  |  |  |  |  |  |  |  |  |  |  |  |  |  |  |  |  |  |  |  |  |  |  |  |  |  |  |  |  |  |  |  |  |  |  |  |  |  |  |  |  |  |  |  |  |
|                                                   |                                                   |                                                   |                                                   |                                                   |                                                   |                                            |                                            |                                            |                                            |                                          |                                          |                                          |                                          |                                                |                                                |                                                |                                                |                                                |                                                |                                              |                                              |                                          |                                          |                                             |                                             |                                             |                                             |                                             |                                             |                                     |                                     |                                        |                                        |                                                    |                                                    |                                                    |                                                    |                                                    |                                                    |                                            |                                            |                                                |                                                |                                                |                                                |                                                |                                                |                                             |                                             |                               |                               |                               |                               |  |  |  |  |  |  |  |  |  |  |  |  |  |  |  |  |  |  |  |  |  |  |  |  |  |  |  |  |  |  |  |  |  |  |  |  |  |  |  |  |  |  |  |  |  |  |  |  |
|                                                   |                                                   |                                                   |                                                   |                                                   |                                                   |                                            |                                            |                                            |                                            |                                          |                                          |                                          |                                          |                                                |                                                |                                                |                                                |                                                |                                                |                                              |                                              |                                          |                                          |                                             |                                             |                                             |                                             |                                             |                                             |                                     |                                     |                                        |                                        |                                                    |                                                    |                                                    |                                                    |                                                    |                                                    |                                            |                                            |                                                |                                                |                                                |                                                |                                                |                                                |                                             |                                             |                               |                               |                               |                               |  |  |  |  |  |  |  |  |  |  |  |  |  |  |  |  |  |  |  |  |  |  |  |  |  |  |  |  |  |  |  |  |  |  |  |  |  |  |  |  |  |  |  |  |  |  |  |  |
| Willem Lodewijk van Nassau-Dillenburg (1560–1620) | Willem Lodewijk van Nassau-Dillenburg (1560–1620) | Willem Lodewijk van Nassau-Dillenburg (1560–1620) | Willem Lodewijk van Nassau-Dillenburg (1560–1620) | Willem Lodewijk van Nassau-Dillenburg (1560–1620) | Willem Lodewijk van Nassau-Dillenburg (1560–1620) |                                            |                                            | Johan VII van Nassau-Siegen (1561-1623)    | Johan VII van Nassau-Siegen (1561-1623)    | Johan VII van Nassau-Siegen (1561-1623)  | Johan VII van Nassau-Siegen (1561-1623)  | Johan VII van Nassau-Siegen (1561-1623)  | Johan VII van Nassau-Siegen (1561-1623)  |                                                |                                                | George van Nassau-Dillenburg (1562-1623)       | George van Nassau-Dillenburg (1562-1623)       | George van Nassau-Dillenburg (1562-1623)       | George van Nassau-Dillenburg (1562-1623)       | George van Nassau-Dillenburg (1562-1623)     | George van Nassau-Dillenburg (1562-1623)     |                                          |                                          | Elisabeth van Nassau-Dillenburg (1564-1611) | Elisabeth van Nassau-Dillenburg (1564-1611) | Elisabeth van Nassau-Dillenburg (1564-1611) | Elisabeth van Nassau-Dillenburg (1564-1611) | Elisabeth van Nassau-Dillenburg (1564-1611) | Elisabeth van Nassau-Dillenburg (1564-1611) |                                     |                                     | Filips van Nassau (1566-1595)          | Filips van Nassau (1566-1595)          | Filips van Nassau (1566-1595)                      | Filips van Nassau (1566-1595)                      | Filips van Nassau (1566-1595)                      | Filips van Nassau (1566-1595)                      |                                                    |                                                    | Ernst Casimir van Nassau-Dietz (1573–1632) | Ernst Casimir van Nassau-Dietz (1573–1632) | Ernst Casimir van Nassau-Dietz (1573–1632)     | Ernst Casimir van Nassau-Dietz (1573–1632)     | Ernst Casimir van Nassau-Dietz (1573–1632)     | Ernst Casimir van Nassau-Dietz (1573–1632)     |                                                |                                                | ... + 4 zusters en 2 zoons                  | ... + 4 zusters en 2 zoons                  | ... + 4 zusters en 2 zoons    | ... + 4 zusters en 2 zoons    | ... + 4 zusters en 2 zoons    | ... + 4 zusters en 2 zoons    |  |  |  |  |  |  |  |  |  |  |  |  |  |  |  |  |  |  |  |  |  |  |  |  |  |  |  |  |  |  |  |  |  |  |  |  |  |  |  |  |  |  |  |  |  |  |  |  |